# Selen Öztürk
Selen Öztürk (n. 23 iulie 1980, Izmir, Turcia) este o actriță turcă. A devenit cunoscută datorită rolului lui Gulfem Hatun din serialul Suleyman Magnificul.